# Ільницька сільська рада (Самбірський район)
Ільницька сільська рада — колишній орган місцевого самоврядування у Самбірському районі Львівської області. Адміністративний центр — село Ільник.

## Загальні відомості
Ільницька сільська рада утворена в 1940 році. Водоймища на території, підпорядкованій даній раді: річки Стрий, Завадка.

## Населені пункти
Сільській раді були підпорядковані населені пункти:
- с. Ільник
- с. Закіпці
- с. Ліктів
- с. Радич

## Склад ради
Рада складалася з 16 депутатів та голови.

### Керівний склад попередніх скликань
| ПІБ                           | Основні відомості                                                         | Дата обрання | Дата звільнення |
| ----------------------------- | ------------------------------------------------------------------------- | ------------ | --------------- |
| Янінович Онуфрій Михайлович   | Сільський голова, 1957 року народження, безпартійний                      | 26.03.2006   | 31.10.2010      |
| Кропивницький Віктор Іванович | Сільський голова, 1967 року народження, освіта вища, член Партії регіонів | 31.10.2010   |                 |

Примітка: таблиця складена за даними джерела